# Chilatherina sentaniensis
Chilatherina sentaniensis е вид лъчеперка от семейство Melanotaeniidae. Видът е критично застрашен от изчезване.

## Разпространение и местообитание
Разпространен е в Индонезия.
Обитава сладководни басейни и реки.

## Описание
На дължина достигат до 10 cm.